# 平津駅
平津駅（へいづえき）は、三重県四日市市平津町にある、三岐鉄道三岐線の駅である。ナンバリングはS03。

## 歴史
- 1931年（昭和6年）7月23日：開業[1]。

## 駅構造
島式ホーム1面2線を持つ地上駅。駅舎とホームは構内踏切で結ばれている。

### のりば
| 号線   | 路線     | 方向 | 行先         |
| ------ | -------- | ---- | ------------ |
| 反対側 | S 三岐線 | 下り | 西藤原方面   |
| 駅舎側 | S 三岐線 | 上り | 近鉄富田方面 |

※案内上のホーム番号は割り当てられていない。

## 利用状況
「三重県統計書」によると、1日の平均乗車人員は以下の通りである。
| 年度               | 一日平均 乗車人員 |
| ------------------ | ----------------- |
| 1997年（平成09年） | 265               |
| 1998年（平成10年） | 252               |
| 1999年（平成11年） | 240               |
| 2000年（平成12年） | 227               |
| 2001年（平成13年） | 223               |
| 2002年（平成14年） | 219               |
| 2003年（平成15年） | 215               |
| 2004年（平成16年） | 204               |
| 2005年（平成17年） | 211               |
| 2006年（平成18年） | 215               |
| 2007年（平成19年） | 217               |
| 2008年（平成20年） | 204               |
| 2009年（平成21年） | 205               |
| 2010年（平成22年） | 197               |
| 2011年（平成23年） | 187               |
| 2012年（平成24年） | 185               |
| 2013年（平成25年） | 177               |
| 2014年（平成26年） | 187               |
| 2015年（平成27年） | 191               |
| 2016年（平成28年） | 193               |
| 2017年（平成29年） | 184               |
| 2018年（平成30年） | 192               |
| 2019年（令和元年） | 183               |
| 2020年（令和02年） | 152               |

## 駅周辺
朝明川の南側に広がる田園地帯の一角にあり、川に沿って八風街道が通る。その街道に沿って民家が多く建つが、民家そのものは駅南側にも点在する。中学校は駅南側、小学校は駅東側にあり、駅南東側には新興住宅地がある。北へ進むと四日市JCT（東名阪自動車道・伊勢湾岸自動車道・新名神高速道路）とダム（伊坂ダム・山村ダム）に至るが、ともに駅からやや離れた所にある。
- 四日市市役所八郷地区市民センター
- 四日市市立朝明中学校
- 四日市市立八郷小学校
- 八幡神社
- 東名阪自動車道
- 三重県道9号四日市員弁線
- 三重県道620号平津菰野線
- 八風街道
- あさけ通り - 朝明中学校南交差点から東西へ延びる道路の愛称（※東側は三重県道9号線と重複）。
- 朝明川

## 隣の駅
三岐鉄道
S 三岐線
大矢知駅(S02) - 平津駅(S03) - 暁学園前駅(S04)